# Agnès de Durazzo
Agnès de Durazzo (1345 - 10 février 1383), princesse de Tarente et d'Achaïe, est la dernière femme à porter le titre d'impératrice latine de Constantinople.

## Biographie
Agnès de Durazzo est la deuxième fille de Charles de Durazzo et de Marie de Calabre. Elle a une sœur aînée, Jeanne, duchesse de Durazzo, et une sœur cadette, Marguerite, reine de Naples.
Elle épouse en premières noces le 5 juin 1363 Cansignorio della Scala, seigneur de Vérone. Le 10 octobre 1375, Cansignorio meurt, possiblement empoisonné.
Le 16 septembre 1382, Agnès épouse par procuration Jacques des Baux, prétendant au trône de l'Empire latin de Constantinople depuis 1374. Son beau-frère, Charles III de Naples, lui accorde Corfou comme dot. Le mariage est cependant de courte durée, en effet, Agnès meurt le 10 février 1383, et Jacques le 7 juillet suivant à Tarente.